# Choznawar
Choznawar – wieś w Armenii, w prowincji Sjunik. W 2011 roku liczyła 396 mieszkańców.